# Maloides cavernicola
Maloides cavernicola là một loài nhện trong họ Amaurobiidae. Chúng được miêu tả năm 1973 bởi Raymond Robert Forster & Wilton, và chỉ được tìm thấy ở New Zealand.